# 교육의 역사
교육사(敎育史), 즉 교육의 역사는 교육학 체계 내에서 교육철학과 더불어 교육의 개념을 이해하는 데 필수적인 분야이다.

## 개요
초기의 교육 형태부터 학교의 탄생과 발전과 그 법적인 정비까지 포함하는 교육 제도와 교육의 내용 및 방법, 교육 사상 등의 역사를 포함한다. 일반적으로 교육학 분야에서 교육사라고 하면 교육의 사상사를 말하는 경우가 많지만, 학교의 역사 또는 학교 제도의 변천사 등 주제와 시대에 따른 어느 일부분만을 지칭하기도 한다.
또, 프랑스 사회사의 아날 학파(특히 그 대표자 필립 아리에스의 '아이의 탄생' 저술) 이래, 교육사를 사회사 속에서 파악하는 시도가 많이 이루어지면서 교육사의 내용이나 시점도 바뀌어 왔다. 예를 들어 출산과 육아의 역사, 교육관의 역사 등도 연구되고 있다.

### 서술
사람마다 교육사를 서술하는 데는 차이가 있다. 즉 각 개인의 사관(史觀)에 따라 구별되는 특색을 보면 다음과 같은 것들이 있다.
1. 각 시대나 국가의 교육현상에 대해 정치적·경제적·사회적 배경의 이해를 중시하는 문화사적 접근법
2. 교육의 실제보다는 당대에 있어서나 그 후세에 영향을 떨친 교육자·교육이론가를 중시하는 인물중심 접근법
3. 현실적 교육문제에 초점을 두고 각 시대별로 고찰하는 문제사적 접근법

## 지역별 교육사

### 서양

#### 고대
- 고대 그리스의 교양(파이디아)
- 유산 계급의 남성들의 여가활동(스코레이, school의 어원)
- 변론법과 철학 - 소피스트 대 소크라테스
- 플라톤의 아카데메이아와 아리스토텔레스의 류케이온
- 기독교의 윤리

#### 중세
- 라틴어 교육
- 이탈리아에 있어서의대학(고물-니어, 사레르노)의 탄생
- 7 자유 학과

7개의 기본 교과목으로, 언어를 중심으로 한 3개 과목(문법, 수사학, 논리학)과 수(數)를 중심으로 한 4개 과목(대수, 기하, 천문, 음악)이다. 로마제정 후기에 카펠라에 의해 7개 과목으로 확정되었고, 6세기에 카시오도로스는 로마 가톨릭교회에 적용하였다.
- 성내 학교, 도시 학교, 종형제 교육
- 3R's : 중세 초기 기독교를 전파하는 과정에서 3R's(읽기, 쓰기, 대수) 교육이 실시되었다.
- 수도원 : 문화 센터로서의 역할을 하였다.

#### 르네상스, 종교 개혁기
- 그리스학의 부흥
- 역사 편찬
- 에라스무스
- 코메니우스
- 종교 개혁과 반종교 개혁
- 예수회

#### 산업혁명기
- 루소의 에밀
- 공교육의 시작 - 콩도르세
- 로버트 오웬과 뉴 라나크
- 페스탈로치와 프뢰벨, 헐버트

#### 근대
- 아동의 세기 - 엘렌 케이
- 세계의 신교육 운동 - 독일의 개혁 교육 운동과 미국의 진보주의 교육
- 반 더 포겔 운동, 예술 교육 운동
- 달톤 계획, 위넷카 계획
- 교육의 권위주의와 반권위주의

### 기타 지역
- 아시아
  - 수메르
  - 이슬람：지혜의 관

- 아프리카
  - 이집트：생명의 관

- 남아메리카
  - 아스텍：카르메카크 테르포치카리

## 같이 보기
- 교육학
- 교육사학 - 교육사를 다루는 학문 영역
- 한국 교육의 역사
- 대한민국의 교육
- 서양 현대의 교육